# جوزف کر
جوزف کر (به انگلیسی: Joseph Kerr) سناتور سابق عضو حزب دموکرات-جمهوری‌خواه بود. وی در سال ۱۸۱۴ تا ۱۸۱۵ میلادی سناتور ایالت اوهایو در سنای ایالات متحده آمریکا بود.